# Sonny Fortune
Sonny Fortune, właśc. Cornelius Lawrence Fortune (ur. 19 maja 1939 w Filadelfii, zm. 25 października 2018 w Nowym Jorku) – amerykański saksofonista (altowy, sopranowy, tenorowy, barytonowy), flecista, klarnecista i kompozytor jazzowy.
W ciągu sięgającej lat 60. kariery nagrywał zarówno jako lider, jak i sideman, m.in. z Rabihem Abou-Khalilem, George’em Bensonem, Milesem Davisem, Elvinem Jonesem, Pharoah Sandersem, Mongo Santamaríą, Leonem Spencerem i McCoyem Tynerem.

## Dyskografia
Opracowano na podstawie materiału źródłowego.

### Jako lider
- Trip on the Strip (ze Stanem Hunterem; Prestige, 1966)
- Long Before Our Mothers Cried (Strata-East, 1974)
- Awakening (Horizon, 1975)
- Waves of Dreams (Horizon, 1976)
- Serengeti Minstrel (Atlantic, 1977)
- Infinity Is (Atlantic, 1978)
- With Sound Reason (Atlantic, 1979)
- Laying It Down (Konnex, 1992)
- Monk’s Mood (Konnex, 1993)
- Alto Memories (z Garym Bartzem; Verve, 1993)
- Four in One (Blue Note, 1994)
- A Better Understanding (Blue Note, 1995)
- From Now On (Blue Note, 1996)
- In the Spirit of John Coltrane (Shanachie, 2000)
- Continuum (Sound Reason, 2003)
- You and the Night and the Music (18th & Vine, 2007)
- Last Night at Sweet Rhythm (Sound Reason, 2009)

### Jako sideman
Rabih Abou-Khalil:
- Bukra (MMP, 1988)
- Al-Jadida (Enja, 1990)

Nat Adderley:
- On the Move (Theresa, 1983)
- Blue Autumn (Theresa, 1985)

George Benson:
- Tell It Like It Is (A&M/CTI, 1969)

Miles Davis:
- Get Up with It (Columbia Records, 1970, 1972-1974)
- Big Fun  (Columbia, 1969, 1970, 1972)
- Pangaea (Columbia, 1975)
- Agharta (Columbia, 1975)

Dizzy Gillespie:
- Closer to the Source (Atlantic, 1985)

Elvin Jones:
- Elvin Jones Jazz Machine Live at Pit Inn (Polydor, 1985)
- When I Was at Aso-Mountain (Enja, 1990)
- In Europe (Enja, 1991)
- It Don't Mean a Thing (Enja, 1993)

Charles Mingus:
- Three or Four Shades of Blues (Atlantic, 1977)

Alphonse Mouzon:
- The Essence of Mystery (Blue Note, 1972)

Pharoah Sanders:
- Izipho Zam (My Gifts) (Strata-East, 1969)

Mongo Santamaría:
- Stone Soul (Columbia, 1969)

Melvin Sparks:
- Akilah! (Prestige, 1972)

Leon Spencer:
- Bad Walking Woman (Prestige, 1972)
- Where I’m Coming From (Prestige, 1973)

Charles Sullivan:
- Genesis (Strata-East, 1974)

McCoy Tyner:
- Sahara (Milestone, 1972)
- Song for My Lady (Milestone, 1973)

Mal Waldron:
- Crowd Scene (Soul Note, 1989)
- Where Are You? (Soul Note, 1989)